# Tipula subfalcata
Tipula subfalcata är en tvåvingeart som beskrevs av Mannheims 1967. Tipula subfalcata ingår i släktet Tipula och familjen storharkrankar. Inga underarter finns listade i Catalogue of Life.